# Rotkehl-Saphirkolibri
Der Rotkehl-Saphirkolibri (Hylocharis sapphirina oder Amazilia sapphirina) oder auch Rotkehlsaphir ist eine Vogelart aus der Familie der Kolibris (Trochilidae), die in den Kolumbien, Venezuela, Guyana, Suriname, Französisch-Guayana, Brasilien, Paraguay, Argentinien, Ecuador, Peru und Bolivien vorkommt. Der Bestand wird von der IUCN als nicht gefährdet (Least Concern) eingeschätzt.

## Merkmale

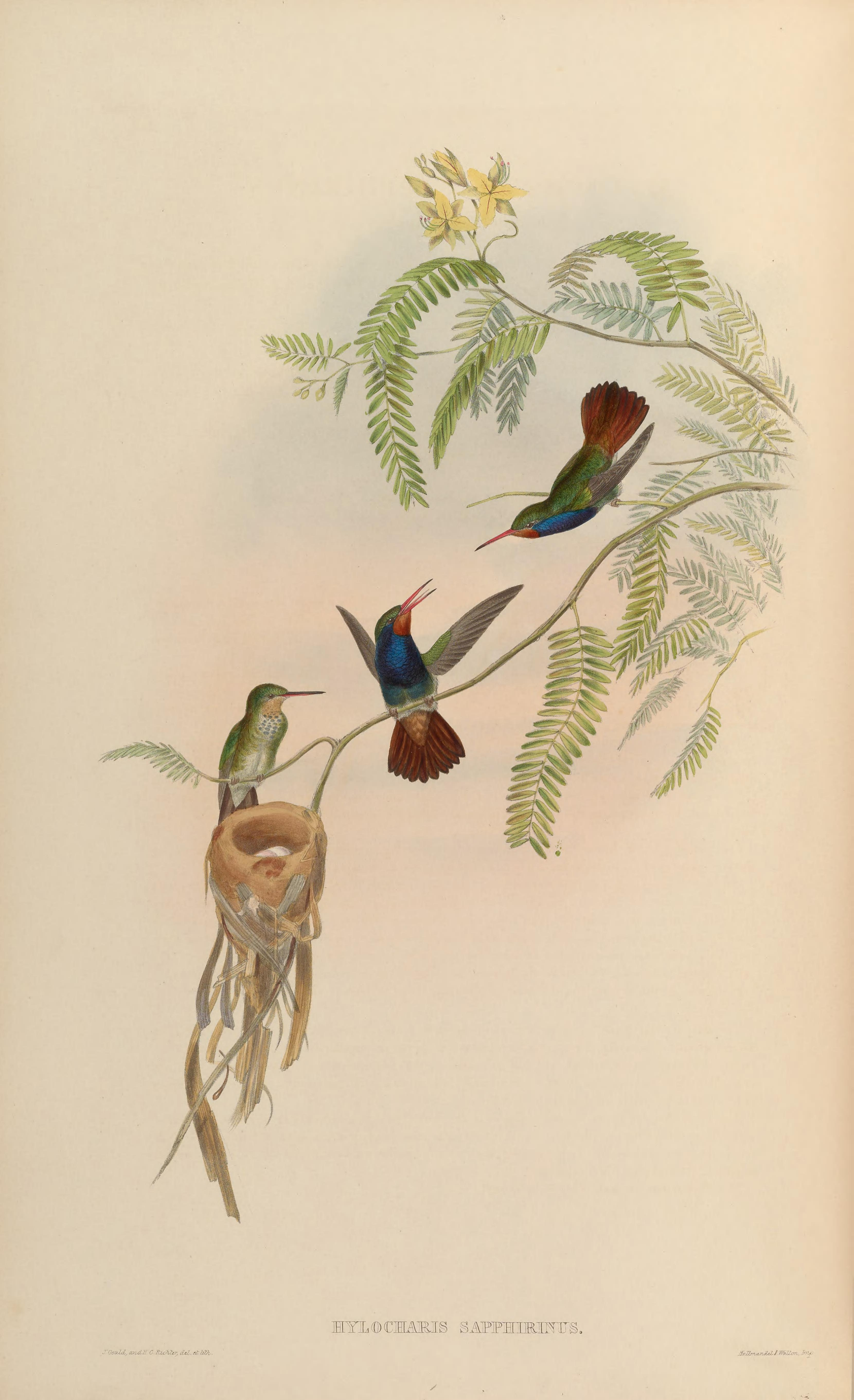
Rotkehl-Saphirkolibri illustriert von John Gould

Der Rotkehl-Saphirkolibri erreicht eine Körperlänge von etwa 8,4 bis 9,1 cm, bei einem Gewicht der Männchen von ca. 4,1 bis 4,5 g und der Weibchen von ca. 3,9 bis 4,3 g. Das Männchen hat einen mittellangen korallenroten Schnabel mit schwarzer Spitze. Die Oberseite ist dunkel grün, die Oberschwanzdecken kupferfarben violett. Das Kinn ist intensiv rötlich braun gefärbt, die Kehle und Brust schillert violett blau. Die Unterschwanzdecken sind kastanienfarben, die zentralen Steuerfedern kupferfarben mit einer violetten Tönung. Der Rest ist kastanienfarben mit dunklen grauen Flecken. Das Weibchen ähnelt auf der Oberseite dem Männchen. Das Kinn ist hell rötlich braun, die Unterseite gräulich mit großen glitzernden blaugrünen Pailletten an der Kehle und der Brust. Die Unterschwanzdecken sind gelbbraun, der Schwanz ähnlich wie beim Männchen, doch haben die äußeren Steuerfedern blasse Säume. Jungvögel ähneln in der Färbung den Weibchen, doch haben sie rötlich braune Fransen am Kopf. Das Weibchen kann leicht mit dem Weißkinn-Saphirkolibri (Hylocharis cyanus) oder dem Bronzeschwanz-Saphirkolibri (Chrysuronia oenone) verwechselt werden.

## Verhalten und Ernährung
Der Rotkehl-Saphirkolibri bezieht seinen Nektar von blühendem Gestrüpp und kleineren Bäumen. Dazu gehören u. a. Hülsenfrüchtler, Rautengewächse, Rötegewächse, Myrtengewächse, Riemenblumengewächse, Passionsblumengewächse und Bromeliengewächse. Meist sieht man sie an Blüten von Pflanzen der bodennahen bis unteren Straten sammeln. In der Blütezeit im Amazonas sieht man sie auch immer wieder in den Baumkronen mit anderen Kolibris sammeln. Außerdem besuchen sie in einigen Gebieten auch gerne künstliche Feeder wie z. B. im Südosten Brasiliens. Insekten fängt er im Flug, indem er diese jagt. Spinnen entnimmt er von den Blättern, Ästen oder deren Spinnweben. Männchen etablieren ein Futterterritorium, dass sie aggressiv gegen Eindringlinge verteidigen.

## Lautäußerungen
Aus Venezuela wurde ein Gesang bestehend aus einer Reihe von sechs bis sieben helle bis schrillen Tönen berichtet. Diese stößt er in seiner Frequenz von 4 Tönen pro zwei Sekunden aus und wiederholt diese alle paar Minuten. Diese klingen wie sping...sping...sping oder mehr zweisilblig wie sping...spewi..spewi..spewi... Im Amazonas im Osten Brasiliens ist der Gesang vermutlich sehr unterschiedlich und besteht aus unregelmäßigen Wiederholungen aus langgezogenen, schrillen und zusammengezogenen siiii Tönen, die ca. 0,5 bis 0,8 Sekunden bei acht bis zehn Kilohertz dauern. Außerdem gibt es Berichte von wiederholten trockenen Trällern mit schrillen sip Tönen.

## Fortpflanzung
In den Guyanas brütet er von Juli bis Januar, in Brasilien inklusive der atlantischen Wälder von August bis Februar. Das kelchartige Nest besteht aus Pflanzenfasern ausgekleidet mit weichem heruntergefallen Saatgut. Die Außenwand wird oft mit Flechten und Blätterteilen verziert. Dieses platzieren sie auf einem horizontalen Ast im Gestrüpp und auf Bäumen, die von überhängenden Blättern geschützt sind und sich meist 4 bis 6 Meter über dem Boden befinden. Gelegentlich kann das aber zwischen 3 und 10 Meter über dem Boden variieren. Das Gelege aus zwei ca. 0,48 bis 0,50 g schweren Eier sind ca. 14,5 bis 15,0 × 9,0 bis 9,3 mm groß. Die Brutdauer beträgt ca. 14 bis 16 Tage und erfolgt durch das Weibchen. Die Küken sind schwärzlich mit wenig gelbbraun im hinteren Rückenbereich. Nach 22 bis 27 Tagen werden die Nestlinge flügge. Nachdem die Jungtiere flügge sind, werden sie noch eine gewisse Zeit von Weibchen weiter gefüttert.

## Verbreitung und Lebensraum

Verbreitungsgebiet (grün) des Rotkehl-Saphirkolibris

Der Rotkehl-Saphirkolibri bevorzugt Waldränder und Baumkronen der Tieflandwälder. Savannen mit vereinzelten Büschen und Bestandsbäumen, Lichtungen an Granitfelsen, Kaffeeplantagen und seltener offene Küstenvegetation. Am häufigsten ist er in Höhenlagen zwischen 200 und 500 Meter anzutreffen, doch wurde er auch schon in Höhenlagen bis 1850 Meter beobachtet.

## Unterarten
Die Art gilt als monotypisch. Hylocharis guianensis Boucard, 1891  und Hylocharis brasiliensis Boucard, 1893 werden aufgrund des geringen Unterschieds in der Färbung im Vergleich zur Nominatform nicht als Unterarten anerkannt. Allerdings könnten die Rotkehl-Saphirkolibris aus Ecuador eine weitere Unterart bilden.

## Migration
Der Rotkehl-Saphirkolibri gilt als Standvogel, doch gibt es im Südosten Brasiliens saisonal bedingte Wanderungen. Ähnliches wird aus Venezuela berichtet, wo sein Vorkommen aber nicht vorhersehbar ist. Das Zugmuster des Rotkehl-Saphirkolibris ist bisher aber wenig erforscht.

## Etymologie und Forschungsgeschichte
Die Erstbeschreibung des Rotkehl-Saphirkolibri erfolgte 1788 durch Johann Friedrich Gmelin unter dem wissenschaftlichen Namen Trochilus sapphirinus. Das Typusexemplar stammte aus Guyana. Im Jahr 1831 führte Friedrich Boie den neuen Gattungsnamen Basilinna und Hylocharis ein. »Hylocharis« setzt sich aus den griechischen Worten »hyle ὑλη« für »Waldlandschaft« und »kharis χαρις« für »Anmut, Schönheit« zusammen. »Sapphirina« leitet sich vom lateinischen »sapphirinus« für »saphirfarben« ab.
Alfred Laubmann erwähnt in seinem Werk Die Vögel von Paraguay, dass Trochilus latirostris Wied, 1832 eventuell als Unterart betrachtet werden müsste. Für Paraguay sah er nur einen Nachweis durch John Graham Kerr vom Puerto Bermejo und Fortín Page am Río Pilcomayo. »Latirostris« ist ein Wortgebilde aus lateinisch latus ‚breit‘ und lateinisch -rostris, rostrum ‚-schnänlig, Schnabel‘.
Das Wort »Amazilia« stammt aus einer Novelle von Jean-François Marmontel, der in Les Incas, Ou La Destruction De L'empire Du Pérou von einer Inka-Heldin namens Amazili berichtete. Welcher Gattung die Rotkehl-Saphirkolibri zugeschlagen wird, ist ohne weitere Forschung nicht eindeutig zu beantworten, so dass man ihn in der Literatur oft unterschiedlichen Gattungen zugeordnet findet.